# حزب اجتماعیون اعتدالیون
فرقه اجتماعیون اعتدالیون که به اعتدالیون نیز مشهور بودند، یکی از دو جناح مهم سیاسی دورهٔ مشروطه است. این جناح، که در مقابل جناح عامیون قرار داشت، طرفدار تغییرات آهسته و مخالف اقدامات تندروانه و رادیکال بود.
رهبران فرقه اعتدالیون مرتضی‌قلی نائینی، سید محمدصادق طباطبایی (پسر سید محمد طباطبائی) و علیمحمد دولت‌آبادی (برادر کوچک‌تر یحیی دولت‌آبادی) بودند. بسیاری از کسبه و اصناف که پیرو سید عبدالله بهبهانی بودند از اعتدالیون طرفداری می‌کردند و این سخن اتهام‌آمیز آن‌ها مبنی بر اینکه عقاید و مرام فرقه عامیون با اصول و مبانی دین اسلام تطبیق نمی‌کند، پذیرفتند. خطرات فرقه عامیون در مورد تفکیک دین از دولت، بارها و بارها از جانب اعتدالیون مطرح می‌شد تا این مدعا اثبات شود که آن‌ها دشمن روحانیت هستند. حتی ستارخان و باقرخان، قهرمانان ملی ایران که با آن شور و هیجان در تبریز به روحانیون محافظه کار انجمن اسلامیه یورش برده بودند، وقتی در تهران مستقر شدند از اعتدالیون هواداری کردند.
در مجلس دوم مشروطه، عبدالحسین‌میرزا فرمانفرما و عین‌الدوله نیز با این فرقه ائتلاف نمودند؛ بنابراین مجموع نمایندگان اعتدالیون در این مجلس به ۳۶ تن در برابر ۲۸ نفر عامیون رسید. سایر اعضای اصلی این فرقه شامل سپهدار اعظم تنکابنی، سردار محیی، سید عبدالله طباطبایی و ابوالقاسم ناصرالملک بودند.

## اعضاء
- سید محمد طباطبایی
- سید عبدالله بهبهانی
- محمدولی‌خان تنکابنی
- عبدالحسین میرزا فرمانفرما
- ابوالقاسم ناصرالملک
- سید محمدصادق طباطبایی
- علی‌اکبر دهخدا
- محمد مصدق